# NGC 2355
NGC 2355 là một cụm sao mở cũ trong chòm sao Song Tử.
Nó có tuổi đời xấp xỉ một tỷ năm và nằm cách Hệ Mặt trời khoảng 5.400 năm ánh sáng (ly) và cao hơn 1.100 ly so với mặt phẳng của Ngân Hà. Ở khoảng cách đó, kích thước góc của quầng sáng tương ứng với bán kính khoảng 23 ly. Bán kính lõi là 2,3 ly, và bán kính thành phần trung tâm là 11 ly.